# 둔내터널
둔내터널(屯內터널)은 강원특별자치도 횡성군 둔내면과 평창군 봉평면을 잇는 영동고속도로 상의 터널으로, 1996년 3월에 착공해 1999년 11월 16일 개통 (강릉 방향 쪽 터널은 7월 16일 임시 개통)되었다. 출입구 천장부에는 채광시설을 설치해 운전자들의 눈이 어두운 곳과 밝은 곳에 적응할 수 있도록 만들어졌으며, 입구에는 애니메이션 캐릭터 라바를 이용한 조형물을 설치해 교통사고를 예방하고 있다. 수직구 건설에는 RBM(Raised Boring Machine) 공법이 적용되었다.

## 같이 보기
- 강천터널: 인천 방면, 다음 터널
- 봉평터널: 강릉 방면, 다음 터널